# Championnat NCAA masculin de basket-ball 1988
Navigation
1987 1989
Le Championnat NCAA de basket-ball 1988 est la 50e édition du championnat universitaire américain de basket-ball. 64 équipes s'y sont affrontées en matchs à élimination directe à partir du 17 mars 1988 jusqu'au Final Four qui s'est tenu à la Kemper Arena de Kansas City. Lors de la finale du 4 avril 1988 les Jayhawks du Kansas ont battu les Sooners de l'Oklahoma 83 à 79.

## Organisation du tournoi

### Villes hôtes
| Tour        | Région     | Ville           | État             | Salle                     | Université hôte                              |
| ----------- | ---------- | --------------- | ---------------- | ------------------------- | -------------------------------------------- |
| First Round | Est        | Chapel Hill     | Caroline du Nord | Dean Smith Center         | Université de Caroline du Nord à Chapel Hill |
| First Round | Est        | Hartford        | Connecticut      | Hartford Civic Center     | Université du Connecticut                    |
| First Round | Midwest    | Notre Dame      | Indiana          | Edmund P. Joyce Center    | Université de Notre-Dame-du-Lac              |
| First Round | Midwest    | Lincoln         | Nebraska         | Bob Devaney Sports Center | Université du Nebraska à Lincoln             |
| First Round | Sud-est    | Atlanta         | Géorgie          | Omni Coliseum             | -                                            |
| First Round | Sud-est    | Cincinnati      | Ohio             | Heritage Bank Center      | Université de Cincinnati                     |
| First Round | Ouest      | Salt Lake City  | Utah             | Jon M. Huntsman Center    | Université de l'Utah                         |
| First Round | Ouest      | Los Angeles     | Californie       | Pauley Pavilion           | Université de Californie à Los Angeles       |
| Regionals   | Est        | East Rutherford | New Jersey       | Brendan Byrne Arena       | Université Seton Hall                        |
| Regionals   | Midwest    | Pontiac         | Michigan         | Pontiac Silverdome        | -                                            |
| Regionals   | Sud-est    | Birmingham      | Alabama          | BJCC Coliseum             | Université d'Alabama de Birmingham           |
| Regionals   | Ouest      | Seattle         | Washington       | Kingdome                  | -                                            |
| Final Four  | Final Four | Kansas City     | Missouri         | Kemper Arena              | -                                            |

### Équipes qualifiées
| Université                                   | Localisation             | Équipe          | Manager           | Saison en NCAA | Dernière participation | Qualification                                      | Saison régulière | Saison régulière |
| Université                                   | Localisation             | Équipe          | Manager           | Saison en NCAA | Dernière participation | Qualification                                      | Conférence       | Total            |
| Est                                          | Est                      | Est             | Est               | Est            | Est                    | Est                                                | Est              | Est              |
| -------------------------------------------- | ------------------------ | --------------- | ----------------- | -------------- | ---------------------- | -------------------------------------------------- | ---------------- | ---------------- |
| Université Temple                            | Philadelphie (PA)        | Owls            | John Chaney       | 13e            | 1987                   | Vainqueur de l'Atlantic 10 Conference              | 18-0             | 32-0             |
| Université Duke                              | Durham (NC)              | Blue Devils     | Mike Krzyzewski   | 13e            | 1987                   | 3e de l'Atlantic Coast Conference                  | 9-5              | 28-7             |
| Université de Syracuse                       | Syracuse (NY)            | Orange          | Jim Boeheim       | 16e            | 1987                   | 2e de la Big East Conference                       | 11-5             | 26-9             |
| Université de l'Indiana à Bloomington        | Bloomington (IN)         | Hoosiers        | Bobby Knight      | 17e            | 1987                   | 5e de la Big Ten Conference                        |                  |                  |
| Georgia Institute of Technology              | Atlanta (GA)             | Yellow Jackets  | Bobby Cremins     | 5e             | 1987                   | 4e de l'Atlantic Coast Conference                  | 8-6              | 22-10            |
| Université du Missouri à Columbia            | Columbia (MO)            | Tigers          | Norm Stewart      | 10e            | 1987                   | 4e de la Big Eight Conference                      | 7-7              | 19-11            |
| Université méthodiste du Sud                 | University Park (TX)     | Mustangs        | Dave Bliss        | 9e             | 1985                   | Vainqueur de la Southwest Conference               | 12-4             | 28-7             |
| Université de Georgetown                     | Georgetown (DC)          | Hoyas           | John Thompson     | 13e            | 1987                   | 3e de la Big East Conference                       | 9-7              | 20-10            |
| Université d'État de Louisiane               | Baton Rouge (LS)         | Tigers          | Dale Brown        | 10e            | 1987                   | 4e de la Southeastern Conference                   | 10-8             | 16-14            |
| Université de Notre-Dame-du-Lac              | Notre Dame (IN)          | Fighting Irish  | Digger Phelps     | 22e            | 1987                   | Indépendant                                        |                  | 20-9             |
| Université du Rhode Island                   | Kingston (RI)            | Rams            | Tom Penders       | 4e             | 1978                   | 2e de l'Atlantic 10 Conference                     | 14-4             | 28-7             |
| Université d'État de l'Iowa                  | Ames (IA)                | Cyclones        | Johnny Orr        | 4e             | 1986                   | 5e de la Big Eight Conference                      | 6-8              | 20-12            |
| Université de Richmond                       | Richmond (VA)            | Spiders         | Dick Tarrant      | 3e             | 1986                   | Vainqueur de la Colonial Athletic Association      | 11-3             | 26-7             |
| Université A&T d'État de Caroline du Nord    | Greensboro (NC)          | Aggies          | Don Corbett       | 7e             | 1987                   | Vainqueur de la Mid-Eastern Athletic Conference    | 16-0             | 26-3             |
| Université de Boston                         | Boston (MA)              | Terriers        | Mike Jarvis       | 3e             | 1983                   | 2e de l'Eastern College Athletic Conference-North  | 14-4             | 23-8             |
| Université Lehigh                            | Bethlehem (PA)           | Engineers       | Fran McCaffery    | 2e             | 1985                   | Vainqueur de l'East Coast Conference               | 8-6              | 21-10            |
| Midwest                                      |                          |                 |                   |                |                        |                                                    |                  |                  |
| Université Purdue                            | West Lafayette (IN)      | Boilermakers    | Gene Keady        | 9e             | 1987                   | Vainqueur de la Big Ten Conference                 | 16-2             | 29-4             |
| Université de Pittsburgh                     | Pittsburgh (PA)          | Panthers        | Paul Evans        | 10e            | 1987                   | Vainqueur de la Big East Conference                | 12-4             | 24-7             |
| Université d'État de la Caroline du Nord     | Raleigh (NC)             | Wolfpack        | Jim Valvano       | 15e            | 1987                   | 2e de l'Atlantic Coast Conference                  | 10-4             | 24-7             |
| Université d'État du Kansas                  | Manhattan (KS)           | Wildcats        | Lon Kruger        | 18e            | 1987                   | 2e de la Big Eight Conference                      | 11-3             | 25-9             |
| Université DePaul                            | Chicago (IL)             | Blue Demons     | Joey Meyer        | 17e            | 1987                   | Indépendant                                        |                  | 22-8             |
| Université du Kansas                         | Lawrence (KS)            | Jayhawks        | Larry Brown       | 18e            | 1987                   | 3e de la Big Eight Conference                      | 9-5              | 27-11            |
| Université Vanderbilt                        | Nashville (TN)           | Commodores      | C. M. Newton      | 3e             | 1974                   | 5e de la Southeastern Conference                   | 10-8             | 20-11            |
| Université Baylor                            | Waco (TX)                | Bears           | Gene Iba          | 4e             | 1950                   | 2e ex aequo de la Southwest Conference             | 11-5             | 23-11            |
| Université de Memphis                        | Memphis (TN)             | Tigers          | Larry Finch       | 11e            | 1986                   | 3e ex aequo de la Metro Conference                 | 6-6              | 20-12            |
| Université d'État de l'Utah                  | Logan (UT)               | Aggies          | Rod Tueller       | 11e            | 1983                   | Vainqueur de la Pacific Coast Athletic Association | 13-5             | 21-10            |
| Université Xavier                            | Cincinnati (OH)          | Musketeers      | Pete Gillen       | 5e             | 1987                   | Vainqueur de la Midwestern Collegiate Conference   | 9-1              | 26-4             |
| Université d'État de Wichita                 | Wichita (KS)             | Shockers        | Eddie Fogler      | 7e             | 1987                   | 2e de la Missouri Valley Conference                | 11-3             | 20-10            |
| Université La Salle                          | Philadelphie (PA)        | Explorers       | Speedy Morris     | 8e             | 1983                   | Vainqueur de la Metro Atlantic Athletic Conference | 14-0             | 24-10            |
| Université d'État de Murray                  | Murray (KY)              | Racers          | Steve Newton      | 3e             | 1969                   | Vainqueur de l'Ohio Valley Conference              | 13-1             | 22-9             |
| Université d'Eastern Michigan                | Ypsilanti (MI)           | Eagles          | Ben Braun         | 1re            | -                      | Vainqueur de la Mid-American Conference            | 14-2             | 22-8             |
| Université Fairleigh-Dickinson               | Madison (NJ)             | Knights         | Tom Green         | 2e             | 1985                   | Vainqueur de l'ECAC Metro                          | 13-3             | 23-7             |
| Sud-est                                      |                          |                 |                   |                |                        |                                                    |                  |                  |
| Université de l'Oklahoma                     | Norman (OK)              | Sooners         | Billy Tubbs       | 10e            | 1987                   | Vainqueur de la Big Eight Conference               | 12-2             | 35-4             |
| Université du Kentucky                       | Lexington (KY)           | Wildcats        | Eddie Sutton      | 33e            | 1987                   | Vainqueur de la Southeastern Conference            | 13-5             | 27-6             |
| Université de l'Illinois à Urbana-Champaign  | Champaign et Urbana (IL) | Fighting Illini | Lou Henson        | 12e            | 1987                   | 3e ex aequo de la Big Ten Conference               | 12-6             | 23-10            |
| Université Brigham Young                     | Provo (UT)               | Cougars         | LaDell Andersen   | 13e            | 1987                   | 1er de la Western Athletic Conference              | 13-3             | 26-6             |
| Université de Louisville                     | Louisville (KY)          | Cardinals       | Denny Crum        | 19e            | 1986                   | Vainqueur de la Metro Conference                   | 9-3              | 24-11            |
| Université Villanova                         | Radnor Township (PA)     | Wildcats        | Rollie Massimino  | 19e            | 1986                   | 4e de la Big East Conference                       | 9-7              | 24-13            |
| Université du Maryland                       | College Park (MD)        | Terrapins       | Bob Wade          | 10e            | 1986                   | 5e de l'Atlantic Coast Conference                  | 6-8              | 18-13            |
| Université d'Auburn                          | Auburn (AL)              | Tigers          | Sonny Smith       | 5e             | 1987                   | 2e de la Southeastern Conference                   | 11-7             | 19-11            |
| Université Bradley                           | Peoria (IL)              | Braves          | Stan Albeck       | 6e             | 1986                   | Vainqueur de la Missouri Valley Conference         | 12-2             | 26-5             |
| Université de Californie à Santa Barbara     | Santa Barbara (CA)       | Gauchos         | Jerry Pimm        | 1re            | -                      | 2e de la Pacific Coast Athletic Association        | 13-5             | 22-8             |
| Université de l'Arkansas                     | Fayetteville (AR)        | Razorbacks      | Nolan Richardson  | 14e            | 1985                   | 2e ex aequo de la Southwest Conference             | 11-5             | 21-9             |
| Université d'État de l'Oregon                | Corvallis (OR)           | Beavers         | Ralph Miller      | 14e            | 1985                   | 2e de la Pacific-10 Conference                     | 12-6             | 20-11            |
| Université de Caroline du Nord à Charlotte   | Charlotte (NC)           | 49ers           | Jeff Mullins      | 2e             | 1977                   | Vainqueur de la Sun Belt Conference                | 11-3             | 22-9             |
| Université du Texas à San Antonio            | San Antonio (TX)         | Roadrunners     | Ken Burmeister    | 1re            | -                      | Vainqueur de la Trans America Athletic Conference  | 13-5             | 22-9             |
| Southern University                          | Baton Rouge (LS)         | Jaguars         | Ben Jobe          | 4e             | 1987                   | Vainqueur de la Southwest Athletic Conference      | 12-2             | 24-7             |
| Université du Tennessee à Chattanooga        | Chattanooga (TN)         | Mocs            | Mack McCarthy     | 4e             | 1983                   | 5e ex aequo de la Southern Conference              | 8-8              | 20-13            |
| Ouest                                        |                          |                 |                   |                |                        |                                                    |                  |                  |
| Université de l'Arizona                      | Tucson (AZ)              | Wildcats        | Lute Olson        | 7e             | 1987                   | Vainqueur de la Pacific-10 Conference              | 17-1             | 35-3             |
| Université de Caroline du Nord à Chapel Hill | Chapel Hill (NC)         | Tar Heels       | Dean Smith        | 22e            | 1987                   | Vainqueur de l'Atlantic Coast Conference           | 11-3             | 27-7             |
| Université du Michigan                       | Ann Arbor (MI)           | Wolverines      | Bill Frieder      | 12e            | 1987                   | 2e de la Big Ten Conference                        | 13-5             | 26-8             |
| Université du Nevada à Las Vegas             | Las Vegas (NV)           | Rebels          | Jerry Tarkanian   | 9e             | 1987                   | 1er de la Pacific Coast Athletic Association       | 15-3             | 28-6             |
| Université de l'Iowa                         | Iowa City (IA)           | Hawkeyes        | Tom Davis         | 12e            | 1987                   | 3e ex aequo de la Big Ten Conference               | 12-6             | 24-10            |
| Université de Floride                        | Gainesville (FL)         | Gators          | Norm Sloan        | 2e             | 1987                   | 3e de la Southeastern Conference                   | 11-7             | 23-12            |
| Université du Wyoming                        | Laramie (WY)             | Cowboys         | Benny Dees        | 13e            | 1987                   | Vainqueur de la Western Athletic Conference        | 11-5             | 26-6             |
| Université Seton Hall                        | South Orange (NJ)        | Pirates         | P. J. Carlesimo   | 1re            | -                      | 6e de la Big East Conference                       | 8-8              | 22-13            |
| Université du Texas à El Paso                | El Paso (TX)             | Miners          | Don Haskins       | 11e            | 1987                   | 4e de la Western Athletic Conference               | 10-6             | 23-10            |
| Université Loyola Marymount                  | Los Angeles (CA)         | Lions           | Paul Westhead     | 3e             | 1980                   | Vainqueur de la West Coast Athletic Conference     | 14-0             | 28-4             |
| Université de Saint John                     | New York (NY)            | Red Storm       | Lou Carnesecca    | 19e            | 1987                   | 5e de la Big East Conference                       | 8-8              | 17-12            |
| Université d'État de Floride                 | Tallahassee (FL)         | Seminoles       | Pat Kennedy       | 5e             | 1980                   | 2e de la Metro Conference                          | 7-5              | 19-11            |
| Université d'État du Missouri                | Springfield (MO)         | Bears           | Charlie Spoonhour | 2e             | 1987                   | Vainqueur de la Mid-Continent Conference           | 12-2             | 22-7             |
| Université d'État de Boise                   | Boise (ID)               | Broncos         | Bobby Dye         | 2e             | 1976                   | Vainqueur de la Big Sky Conference                 | 13-3             | 24-6             |
| Université de North Texas                    | Denton (TX)              | Mean Green      | Jimmy Gales       | 1re            | -                      | Vainqueur de la Southland Conference               | 12-2             | 17-13            |
| Université Cornell                           | Ithaca (NY)              | Big Red         | Mike Dement       | 2e             | 1954                   | Vainqueur de l'Ivy League                          | 11-3             | 17-10            |

## Compétition

### Final Four
|  | Demi-finales                  | Demi-finales                  | Demi-finales                  | Demi-finales                  |                    |                    | Finale                        | Finale                        | Finale                        | Finale                        |
|  |                               |                               |                               |                               |                    |                    |                               |                               |                               |                               |
|  | le 2 avril 1988 à Kansas City | le 2 avril 1988 à Kansas City | le 2 avril 1988 à Kansas City | le 2 avril 1988 à Kansas City |                    |                    | le 4 avril 1988 à Kansas City | le 4 avril 1988 à Kansas City | le 4 avril 1988 à Kansas City | le 4 avril 1988 à Kansas City |
|  | Blue Devils de Duke           | Blue Devils de Duke           | 59                            | 59                            |                    |                    | le 4 avril 1988 à Kansas City | le 4 avril 1988 à Kansas City | le 4 avril 1988 à Kansas City | le 4 avril 1988 à Kansas City |
|  | Blue Devils de Duke           | Blue Devils de Duke           | 59                            | 59                            |                    |                    | le 4 avril 1988 à Kansas City | le 4 avril 1988 à Kansas City | le 4 avril 1988 à Kansas City | le 4 avril 1988 à Kansas City |
|  | Jayhawks du Kansas            | Jayhawks du Kansas            | 66                            | 66                            |                    |                    | le 4 avril 1988 à Kansas City | le 4 avril 1988 à Kansas City | le 4 avril 1988 à Kansas City | le 4 avril 1988 à Kansas City |
|  | Jayhawks du Kansas            | Jayhawks du Kansas            | 66                            | 66                            | Jayhawks du Kansas | Jayhawks du Kansas | 83                            | 83                            |                               |                               |
|  | le 2 avril 1988 à Kansas City |                               |                               |                               | Jayhawks du Kansas | Jayhawks du Kansas | 83                            | 83                            |                               |                               |
|  |                               |                               | Sooners de l'Oklahoma         | Sooners de l'Oklahoma         | 79                 | 79                 |                               |                               |                               |                               |
|  | Sooners de l'Oklahoma         | Sooners de l'Oklahoma         | Sooners de l'Oklahoma         | Sooners de l'Oklahoma         | 79                 | 79                 | 86                            | 86                            |                               |                               |
|  | Sooners de l'Oklahoma         | Sooners de l'Oklahoma         |                               |                               |                    |                    |                               | 86                            |                               |                               |
|  | Wildcats du Kentucky          | Wildcats du Kentucky          | 78                            | 78                            |                    |                    |                               |                               |                               |                               |
|  | Wildcats du Kentucky          | Wildcats du Kentucky          | 78                            | 78                            |                    |                    |                               |                               |                               |                               |